# Too Shy
Singles de Kajagoogoo
Ooh to Be Ah
(1983)
Too Shy est une chanson interprétée par le groupe britannique Kajagoogoo dont la musique est composée par ses cinq membres : Limahl, Nick Beggs, Steve Askew, Stuart Neale et Jez Strode. Les paroles sont écrites par Limahl et Nick Beggs. Elle est produite par Nick Rhodes du groupe Duran Duran et Colin Thurston. Premier single de Kajagoogoo, sorti en janvier 1983, il est extrait de l'album White Feathers.
C'est un succès international qui se classe en tête des ventes dans plusieurs pays.
C'est aussi la chanson la plus connue du groupe, les suivantes comme Ooh to Be Ah, Hang on Now ou Big Apple ont du succès essentiellement au Royaume-Uni et dans quelques pays européens, sans égaler celui de Too Shy.
Limahl, le chanteur du groupe, connaît de nouveau un grand succès en solo en 1984 avec The NeverEnding Story, la chanson du film L'Histoire sans fin.
Il réalise aussi un remix de Too Shy en 1992, Too Shy'92, extrait de son album Love Is Blind.

## Composition du groupe
- Limahl : chant
- Nick Beggs (en) : basse, chœurs
- Steve Askew (en) : guitare, EBow
- Stuart Croxford Neal : synthétiseurs, chœurs
- Jez Strode (en) : batterie, programmations

## Classements hebdomadaires
| Classement (1983)                      | Meilleure position |
| -------------------------------------- | ------------------ |
| Afrique du Sud (Springbok Radio)       | 11                 |
| Allemagne (GfK Entertainment)          | 1                  |
| Australie (Kent Music Report)          | 6                  |
| Autriche (Ö3 Austria Top 40)           | 4                  |
| Belgique (Flandre Ultratop 50 Singles) | 1                  |
| Canada (RPM Top Singles)               | 8                  |
| États-Unis (Billboard Hot 100)         | 5                  |
| France (IFOP)                          | 2                  |
| Irlande (IRMA)                         | 1                  |
| Nouvelle-Zélande (RMNZ)                | 2                  |
| Pays-Bas (Nederlandse Top 40)          | 4                  |
| Pays-Bas (Single Top 100)              | 5                  |
| Royaume-Uni (UK Singles Chart)         | 1                  |
| Suède (Sverigetopplistan)              | 4                  |
| Suisse (Schweizer Hitparade)           | 2                  |

## Certifications
| Pays              | Certification | Unités certifiées |
| ----------------- | ------------- | ----------------- |
| France (SNEP)     | Or            | 500 000           |
| Royaume-Uni (BPI) | Or            | 500 000           |